# Beorn Nijenhuis
Beorn Gerrit Nijenhuis (Rocky Mountain House, Alberta, Canada, 2 april 1984) is een in Canada geboren Nederlands voormalige langebaanschaatser. Nijenhuis schaatste tot 2009 bij de TVM-schaatsploeg en in seizoen 2009/2010 bij Hofmeier. In 2009 stond Nijenhuis op een 167e positie in de Adelskalender.

## Biografie
Nijenhuis bracht zijn jeugd door in Canada waar hij met de schaatssport kennismaakte. Al snel bleek hij behoorlijk uit de voeten te kunnen met de ijzers en hij gold dan ook al van jongs af aan tot de grootste talenten van Canada. Uiteindelijk koos hij ervoor om voor Nederland uit te komen, zijn tweede vaderland. Momenteel is hij woonachtig in Heerenveen.
In december 2005 kwalificeert Nijenhuis zich tijdens het Nederlands kampioenschap afstanden in Heerenveen op de 500 en 1000 meter voor de Olympische Winterspelen 2006. Op de 1500 meter eindigt Nijenhuis op een vijfde plaats, achter de niet genomineerde Rhian Ket. Normaal gesproken zouden Ket en Nijenhuis vervolgens in januari strijden om een startplaats in Turijn, echter Simon Kuipers was nog niet hersteld van zijn blessure, maar was op deze afstand beschermd en neemt zodoende de plaats van Nijenhuis in de skate-off over.
Op 13 februari 2006 maakt Nijenhuis zijn debuut op de Olympische Winterspelen in Turijn, Italië. Tijdens de eerste rit op de 500 meter schaatst hij tegen Sun Chun Kwon uit Zuid-Korea. Nijenhuis zet een tijd neer van 48.84, door een kapotte schaats. Nijenhuis eindigt als 36e. Zijn tegenstander zet een tijd neer van 58.66, Chun Kwon valt in de laatste bocht en glijdt tegen de boarding. In de tweede ronde eindigt Nijenhuis als 19e met een tijd van 35.71. De eindklassering van Beorn Nijenhuis voor de 500 meter was de 35e plaats.

### Vanaf 2007
Het seizoen 2007-2008 werd ingeluid door een liesbreuk die hij tijdens de training in de zomer van 2007 opliep. Pas bij het NK Sprint in januari 2008 deed hij weer mee op het hoogste niveau. Aan het einde van het seizoen verbeterde hij het Nederlands record op de 1000 meter tot 1.07,07. Hiermee reed hij het Nederlandse record van Gerard van Velde met elf honderdste uit de boeken die Van Velde reed tijdens de gouden race op de Olympische Spelen in Salt Lake City. Op het moment van rijden, was het de vijfde tijd ooit gereden op de 1000 meter.
Aan het einde van seizoen 2008-2009 liep zijn contract met TVM af en maakte hij de overstap naar Hofmeier. Tijdens het NK Afstanden greep hij nét naast een wereldbekerticket voor de 1000 meter. Als reserve ging hij naar Berlijn, maar doordat Simon Kuipers eerder die dag na zijn 500 meter geblesseerd raakte, mocht Nijenhuis het ijs betreden. Een plaats bij de eerste acht zou nominatie voor het OKT op de 1000 meter afdwingen, maar hij eindigde als negende.

### Na het schaatsen
In 2010 schakelde Hofmeier van een ploeg met onder andere sprinters naar een ploeg met jonge allrounders en moest Nijenhuis een nieuwe sponsor zoeken. Voor de NK afstanden 2011 meldde Nijenhuis zich af wat het vermoeden dat hij gestopt is versterkt heeft.
Op 27 oktober 2015 publiceerde de Volkskrant naar aanleiding van het afstudeerproject van Nijenhuis een onderzoek van de Universiteiten van Oxford en Utrecht waaruit blijkt dat het startschot van een starter op sprintafstanden van invloed is op de uitslag. Nijenhuis studeerde na zijn schaatscarrière neurowetenschap en deed hier onderzoek naar.

## Records

### Persoonlijke records
| Afstand      | Tijd     | Datum            | Baan           |
| ------------ | -------- | ---------------- | -------------- |
| 500 meter    | 35,00    | 20 november 2005 | Salt Lake City |
| 1000 meter   | 1.07,07  | 16 maart 2008    | Calgary        |
| 1500 meter   | 1.43,66  | 13 maart 2008    | Calgary        |
| 5000 meter   | 6.45,54  | 22 maart 2002    | Calgary        |
| 10.000 meter | 15.05,37 | 27 januari 2002  | Groningen      |

### Wereldrecords
| Nr.  | Afstand                   | Tijd    | Datum           | Baan           |
| ---- | ------------------------- | ------- | --------------- | -------------- |
| jr1. | 1500 meter (junioren)     | 1.46,80 | 21 maart 2002   | Calgary        |
| jr2. | 1000 meter (junioren)     | 1.10,65 | 23 maart 2002   | Calgary        |
| jr3. | 1000 meter (junioren)     | 1.08,83 | 11 januari 2003 | Salt Lake City |
| jr4. | Sprintvierkamp (junioren) | 140,315 | 12 januari 2003 | Calgary        |
| jr5. | 1000 meter (junioren)     | 1.08,53 | 19 januari 2003 | Calgary        |
| jr6. | Sprintvierkamp (junioren) | 139,750 | 19 januari 2003 | Calgary        |

|  | = huidig wereldrecord |

## Resultaten
| Jaar | NK Afstanden                    | NK Sprint | WK Sprint | WK Afstanden      | Olympische Spelen  | Wereldbeker                          | WK Junioren     |
| ---- | ------------------------------- | --------- | --------- | ----------------- | ------------------ | ------------------------------------ | --------------- |
| 2001 | 21e 1000 m                      |           |           |                   |                    |                                      |                 |
| 2002 |                                 |           |           |                   |                    |                                      | · achtervolging |
| 2003 | 6e 500m 10e 1000 m 13e 1500 m   | Brons     | 11e       |                   |                    | 42e 500m 13e 1000m 25e 1500m         |                 |
| 2004 | 4e 500 m 4e 1000 m 6e 1500 m    | Brons     | 11e       |                   |                    | 21e 100m · 15e 500m · 1000m          |                 |
| 2005 | 500 m · 1000 m · 1500 m         | 22e       |           | 12e 500m 5e 1000m |                    | 15e 500m · 1000m · 1500m             |                 |
| 2006 | 500 m · 1000 m · 5e 1500 m      | Brons     | 9e        |                   | 35e 500m 12e 1000m | 35e 500 m 19e 1000m 5e 1500m         |                 |
| 2007 | 1x val 500m · 1000 m · 7e 1500m | Brons     | 5e        | 8e 1000 m         |                    | 33e 100m 37e 500m 6e 1000m 15e 1500m |                 |
| 2008 | -                               | 6e        |           |                   |                    | 0p 500m 23e 1500m                    |                 |
| 2009 | 4e 500 m DQ 1000 m 7e 1500 m    | 6e        |           |                   |                    | 35e 100m 24e 500m                    |                 |
| 2010 | 13e 500 m 5e 1000 m             | Brons     | 7e        |                   |                    | 0p 500m 29e 1000m 0p 1500m           |                 |

## Medaillespiegel
| Kampioenschap     | Goud | Zilver | Brons |
| ----------------- | ---- | ------ | ----- |
| NK Afstanden      | 2    | 2      | 2     |
| NK Sprint         | 0    | 0      | 5     |
| WK Afstanden      | 0    | 0      | 0     |
| WK Sprint         | 0    | 0      | 0     |
| Olympische Spelen | 0    | 0      | 0     |

- Gemeinsame Normdatei: 1183839286
- International Standard Name Identifier: 0000 0004 6420 781X
- Virtual International Authority File: 176151717044113900001
- WorldCat: E39PBJrmcQwGBXrcDxb3bGkkXd